# 念図
念図（なまず、本名 田中 裕也（たなか ゆうや）、1985年〈昭和60年〉4月4日 - ）は日本の画家。ボールペンアーティスト。

## 来歴
佐賀県唐津市出身。幼少時代より独立で絵画を学び、祖父の影響で神仏道を学んでいる。
2010年にボールペン画を主体として開始。2013年にボールペンアーティスト「念図（なまず）」として活動開始。神社寺院への絵画の奉納を始め、各地方でのイベント、ライブペイントを行なっている。
2018年には自身初となる個展「念図展」を佐賀県立美術館にて実施された。
2022年「ボールペンアート念図」会社設立。絵画、デザインの制作販売、日本工芸品、文化を取り入れて作品制作を進めている。